# Имперская держава

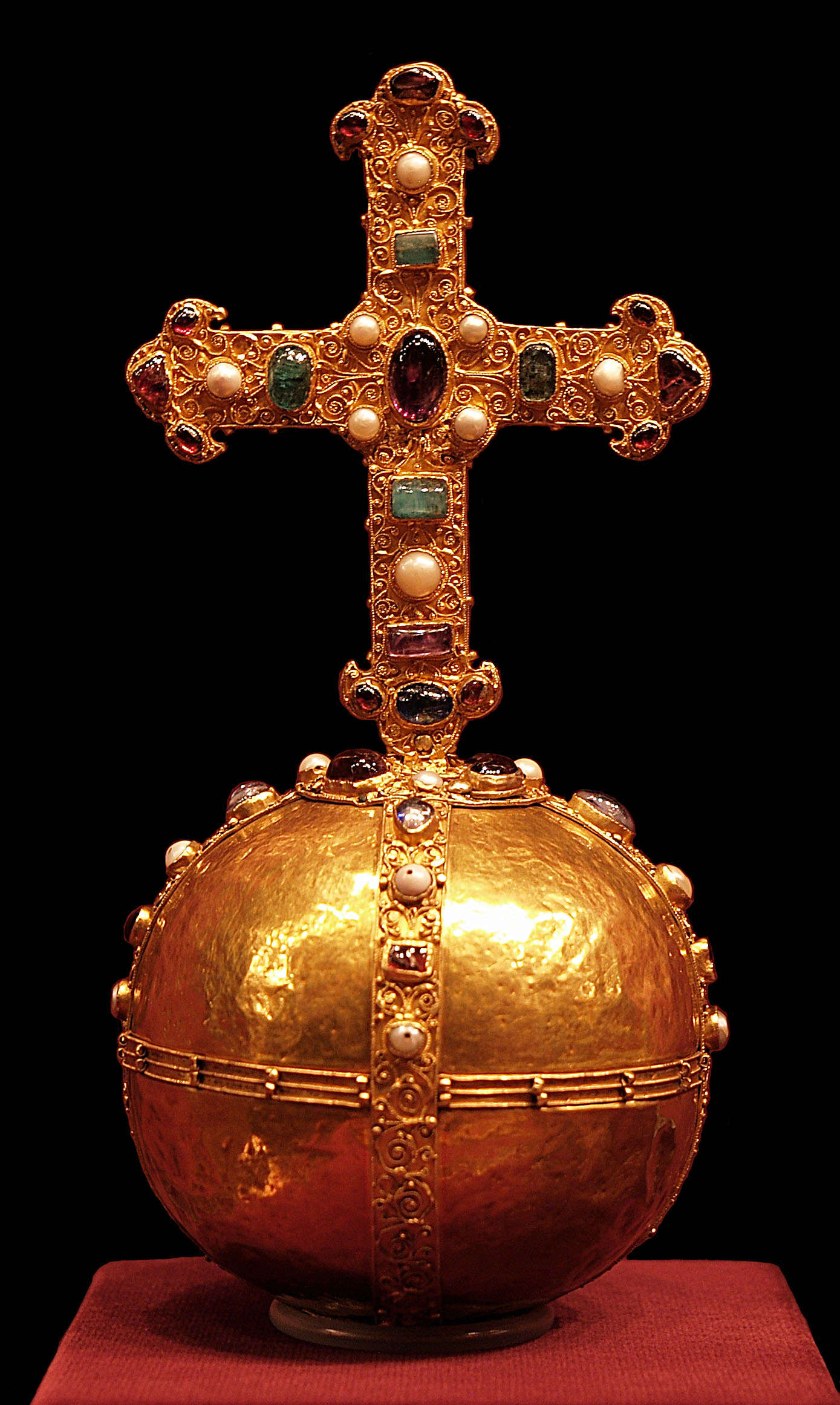
Имперская держава. Сокровищница Хофбургского замка

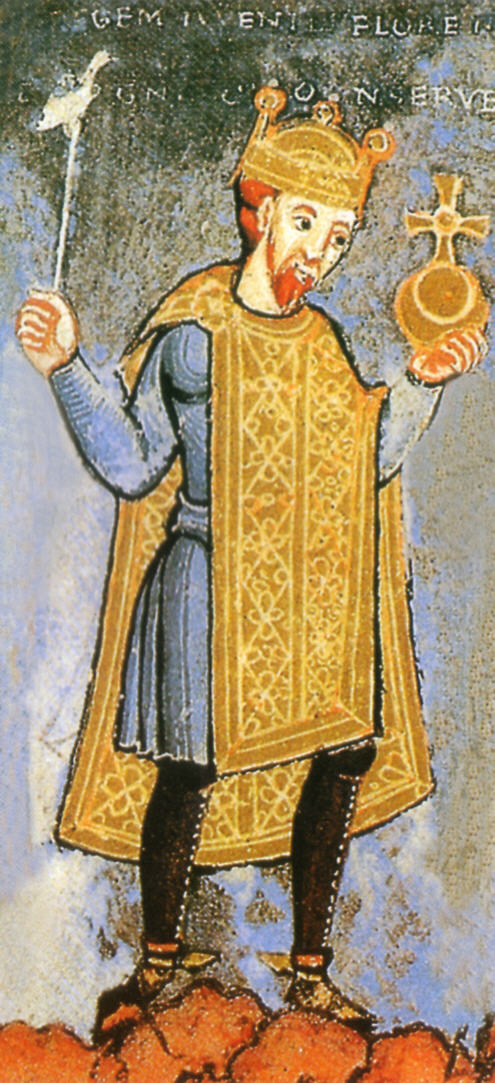
Генрих III. Миниатюра (ок. 1040 г.).

Имперская держава (нем. Reichsapfel) — имперский клейнод, церемониальный предмет, держава, которая в числе прочего вручались при коронации новому Императору Священной Римской Империи и отныне обозначала его полное право на престол. Является одним из экспонатов сокровищницы Хофбургского замка и символов Священной Римской Империи.

## Описание
Предположительно имперская держава была изготовлена в Кёльне около 1200 года. Держава изготовлена из золота, украшена драгоценными камнями и жемчугом. Высота 21 см.

## История
Держава впервые использовалась на коронации Генриха VI (1169—1197). Державами пользовались ещё римские императоры. На миниатюре, изображающей Генриха III (1039—1056) изображён достаточно похожий предмет, однако нельзя утверждать с полной уверенностью, что державы Генрихов III и Генриха VI — один и тот же предмет.

## Символ
Золотая сфера означает земной шар (предположения о том, что Земля имеет форму шара сделали ещё древнегреческие философы, а средневековые теологи, как например Фома Аквинский, подтвердили это). Таким образом она символизирует собой мировое господство. Венчающий её крест — Христа «Космократа» (правителя вселенной). Таким образом император посредством державы предстает преемником Спасителя на земле.
Во время коронации, Имперская держава  передавалась в руки Императору Священной Римской Империи вместе с имперским скипетром и имперским мечом. В настоящее время имперский меч и остальные имперские клейноды хранятся в сокровищнице Хофбургского замка в Вене.